# You're in Love with a Psycho
You're in Love with a Psycho è un singolo del gruppo musicale britannico Kasabian, il primo estratto dal loro sesto album in studio For Crying Out Loud, pubblicato il 20 marzo 2017.

## Video musicale
Il video ufficiale del brano, ambientato nel fittizio manicomio di West Ryder (che dà il titolo a West Ryder Pauper Lunatic Asylum, terzo album dei Kasabian del 2009) e pubblicato il 30 marzo 2017, vede la partecipazione del comico Noel Fielding (già protagonista del video di Vlad the Impaler) e dell'attore Stephen Graham.

## Tracce
Testi e musiche di Sergio Pizzorno.
Download digitale
1. You're in Love with a Psycho – 4:45

Vinile 10"
Lato A
1. You're in Love with a Psycho – 4:45

Lato B
1. Are You Looking for Action? – 8:22

## Formazione
Kasabian
- Tom Meighan – voce
- Sergio Pizzorno – voce, chitarra, sintetizzatore, programmazione
- Chris Edwards – basso
- Ian Matthews – batteria, percussioni

Altri musicisti
- Tim Carter – chitarra, organo, programmazione

## Classifiche
| Classifica (2017) | Posizione massima |
| ----------------- | ----------------- |
| Regno Unito       | 62                |